# Pak Doo-ik
Dans ce nom coréen, le nom de famille, Pak, précède le nom personnel.
Pak Doo-ik (박두익 朴斗翼) est un footballeur nord-coréen né le 17 mars 1942. Membre de l'équipe nord-coréenne à la Coupe du monde de football de 1966, il a marqué à la quarante-deuxième minute, le 19 juillet 1966 à Ayresome Park (Middlesbrough), le but qui a permis à son pays d'assurer sa qualification en quarts de finale contre l'équipe italienne qui comptait dans ses rangs Giovanni Rivera et Giacomo Bulgarelli. 
Après le championnat, Pak Doo-ik, qui était caporal dans l'armée nord-coréenne, accéda au grade de sergent. Mais il choisit de quitter l'armée et le football, pour devenir instructeur en gymnastique. 
Une légende entretenue par la presse a longtemps prétendu que Pak Doo-ik était dentiste.
Pour la réalisation du documentaire Le Match de leur vie, qui retrace le parcours de l'équipe nord-coréenne à la Coupe du monde de 1966 où pour la première fois une nation asiatique accédait en phase finale de la Coupe, les réalisateurs Daniel Gordon et Nick Bonner ont retrouvé et interrogé Pak Doo-ik ainsi que les autres joueurs de l'équipe de 1966 :

« Alors que les joueurs asiatiques n'étaient pas les favoris, les habitants de la cité industrielle de Middlesbrough, dont la propre équipe locale jouait également en rouge, adoptèrent les joueurs nord-coréens comme les leurs. Les images originales du film montrent la foule criant K-O-R-E-A et les noms des deux joueurs vedettes Pak Doo-ik et Pak Seung-jin. Quand ils ont gagné contre l'Italie, plus de 3 000 fans de Middlesbrough les ont suivis comme une armée jusqu'à Liverpool pour le prochain match contre le Portugal. »

Demeuré célèbre dans son pays, Pak fut choisi comme premier porteur de la flamme olympique lors du passage de celle-ci à Pyongyang en 2008.